# Hackney (paroisse)
 (juin 2023).
La mise en forme du texte ne suit pas les recommandations de Wikipédia : il faut le « wikifier ».
Les points d'amélioration suivants sont les cas les plus fréquents. Le détail des points à revoir est peut-être précisé sur la page de discussion.
- Les titres sont pré-formatés par le logiciel. Ils ne sont ni en capitales, ni en gras.
- Le texte ne doit pas être écrit en capitales (les noms de famille non plus), ni en gras, ni en italique, ni en « petit »…
- Le gras n'est utilisé que pour surligner le titre de l'article dans l'introduction, une seule fois.
- L'italique est rarement utilisé : mots en langue étrangère, titres d'œuvres, noms de bateaux, etc.
- Les citations ne sont pas en italique mais en corps de texte normal. Elles sont entourées par des guillemets français : « et ».
- Les listes à puces sont à éviter, des paragraphes rédigés étant largement préférés. Les tableaux sont à réserver à la présentation de données structurées (résultats, etc.).
- Les appels de note de bas de page (petits chiffres en exposant, introduits par l'outil «  Source ») sont à placer entre la fin de phrase et le point final[comme ça].
- Les liens internes (vers d'autres articles de Wikipédia) sont à choisir avec parcimonie. Créez des liens vers des articles approfondissant le sujet. Les termes génériques sans rapport avec le sujet sont à éviter, ainsi que les répétitions de liens vers un même terme.
- Les liens externes sont à placer uniquement dans une section « Liens externes », à la fin de l'article. Ces liens sont à choisir avec parcimonie suivant les règles définies. Si un lien sert de source à l'article, son insertion dans le texte est à faire par les notes de bas de page.
- La présentation des références doit suivre les conventions bibliographiques. Il est recommandé d'utiliser les modèles {{Ouvrage}}, {{Chapitre}}, {{Article}}, {{Lien web}} et/ou {{Bibliographie}}. Le mode d'édition visuel peut mettre en forme automatiquement les références.
- Insérer une infobox (cadre d'informations à droite) n'est pas obligatoire pour parachever la mise en page.

Pour une aide détaillée, merci de consulter Aide:Wikification.
Si vous pensez que ces points ont été résolus, vous pouvez retirer ce bandeau et améliorer la mise en forme d'un autre article.

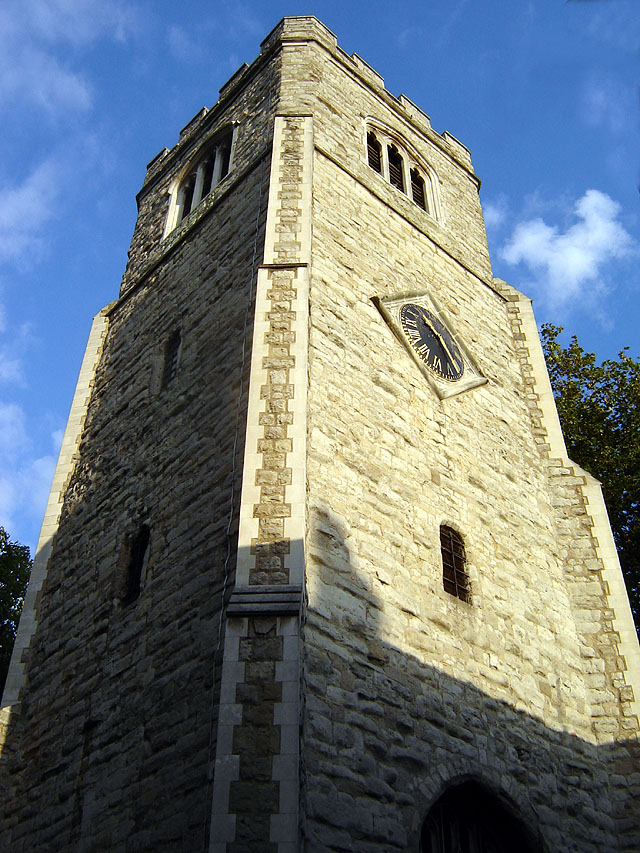
Tour Saint-Augustin. Datant du XIIIe siècle, c'est le plus ancien bâtiment d'Hackney Central. Cette tour est le dernier vestige de l'église paroissiale médiévale d'origine, démolie à la fin du XVIIIe siècle.

Hackney est une paroisse du comté de Middlesex. L'église paroissiale de Saint-Jean d'Hackney est construite en 1789, en remplacement de l'église paroissiale du XVIe siècle dédiée à saint Augustin (démolie en 1798). La tour originelle (en) de cette église est conservée pour accueillir les cloches jusqu'à ce que la nouvelle église puisse être renforcée. Les cloches sont finalement transférées dans la nouvelle église saint-Jean en 1854.

## Ancienne paroisse
La vestry (en) de la paroisse, comme toutes les paroisses d'Angleterre, s'est vu confier diverses fonctions administratives à partir du XVIIe siècle. Elle a administré la Poor Law jusqu'en 1837, date à laquelle elle a été intégrée à la Poor Law Union d'Hackney. Les rôles ecclésiastiques et civils de la paroisse divergent de plus en plus et, au début du XIXe siècle, ils couvrent des zones différentes.

## Paroisse civile

Carte montrant les quartiers de l'arrondissement métropolitain de Hackney tels qu'ils apparaissent en 1916.

Une paroisse civile distincte est créée en 1855, avec l'incorporation de la paroisse d'Hackney par la section 42 du Metropolis Management Act (en). Avec Stoke Newington, elle fait partie du district d'Hackney, régi par le Hackney District Board of Works, dans la zone du Metropolitan Board of Works.
En vertu du Metropolis Management Act (en) de 1855, toute paroisse dépassant 2 000 contribuables (en) devait être divisée en quartiers ; ainsi, la paroisse de Saint-Jean d'Hackney au sein du Hackney District Boards of Works est divisée en sept quartiers (élisant des vestrymen), : 
1. Stamford Hill ;
2. West ;
3. De Beauvoir Town ;
4. Dalston ;
5. Hackney ;
6. Homerton ;
7. South.

En 1894, le district et le conseil sont dissous, la vestry d'Hackney reprenant ses fonctions au sein de la paroisse. En 1894, en raison de l'augmentation de la population, la paroisse est divisée à nouveau en huit quartiers (élisant des vestrymen), :
1. Stamford Hill ;
2. West ;
3. Kingsland ;
4. Hackney ;
5. Mare Street ;
6. South ;
7. Clapton ;
8. Homerton.

En 1889, Hackney est inclus dans le nouveau comté de Londres, et en 1900, la vestry est dissoute et devient le District métropolitain d'Hackney (en). La paroisse civile est supprimée lorsque l'arrondissement est intégré au Borough londonien de Hackney en 1965.
Les limites de la paroisse civile sont identiques à celles de l'ancienne paroisse, couvrant 13,3 km². Les recensements de population sont les suivants :
Hackney St John's Vestry 1801–1899
| Année      | 1801   | 1811   | 1821   | 1831   | 1841   | 1851   | 1861   | 1871    | 1881    | 1891    | 1901    |
| Population | 12 730 | 16 771 | 22 494 | 31 047 | 37 771 | 53 589 | 76 687 | 115 110 | 163 681 | 198 606 | 219 272 |

## Paroisse ecclésiastique

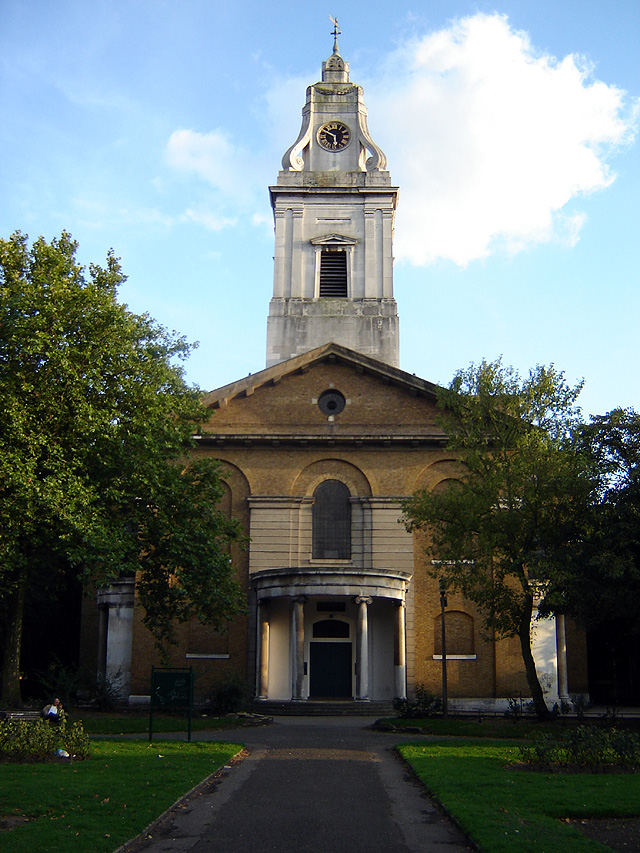
Église paroissiale saint-Jean, Hackney

L'ancienne paroisse était à l'origine dédiée à saint Augustin. Vers 1660, elle est redédiée à saint Jean le Baptiste et est généralement appelée Saint-Jean-d'Hackney. La paroisse et les entités lui ayant succédé font partie du diocèse de Londres. À partir de 1825, la population d'Hackney a augmenté rapidement et de nouvelles paroisses ont été formées, dont certaines ont été dissoutes depuis:
- Saint-Jean-de-Jérusalem, South Hackney en 1825
- Saint-Jacques, West Hackney en 1825
- Saint-Thomas-l'Apôtre, Stamford Hill en 1828
- Saint-Philippe, Dalston en 1841
- Saint-Pierre, De Beauvoir Town en 1841
- Saint-Barnabé, Homerton en 1846
- Saint-Jacques-le-Grand, Clapton en 1863
- Saint-Augustin-de-Cantorbéry, Hackney Wick en 1867
- Saint-Matthieu, Upper Clapton en 1866
- Christ Church, Clapton en 1871
- All Saints, Lower Clapton en 1873
- Saint-Luc, Homerton en 1873
- Sainte-Trinité, Dalston en 1879
- All Souls, Clapton Park en 1884
- Saint-Michel-et-tous-les-Anges, Stoke Newington Common en 1886
- Saint-Paul, Lower Homerton en 1889
- Sainte-Marie-d'Eton, Hackney Wick en 1893
- Saint-Barthélemy, Dalston en 1897

Les parties périphériques de l'ancienne paroisse ont contribué à trois autres nouvelles paroisses :
- Saint-Michel-et-tous-les-Anges, South Hackney London Fields en 1865 ; avec des parties de Sainte-Judith, Bethnal Green
- Christ Church, South Hackney en 1871 ; avec des parties de Saint-Jacques-le-Mineur, Bethnal Green, Saint-Jean, Bethnal Green, et Saint-Étienne, Haggerston
- Saint-Marc, Dalston en 1871 ; avec des parties de Saint-Matthias, Stoke Newington